# Non ti dico no
Non ti dico no è un singolo del gruppo musicale italiano Boomdabash e della cantante italiana Loredana Bertè, pubblicato il 4 maggio 2018 come secondo estratto dal quinto album in studio dei Boomdabash Barracuda.

## Video musicale
Il video è stato reso disponibile il 4 maggio 2018 attraverso il canale YouTube del gruppo ed è stato diretto da Cosimo Alemà e girato a Milano tra la zona dell'ex-Varesine, Piazza Gae Aulenti e la Galleria Vittorio Emanuele II.

## Tracce
1. Non ti dico no – 3:21

## Successo commerciale
Il brano è stato uno dei tormentoni dell'estate e si è classificato come il più trasmesso dalle radio italiane in tutto l'anno oltre ad aver vinto il Power Hits Estate 2018.

## Classifiche

### Classifiche settimanali
| Classifica (2018) | Posizione massima |
| ----------------- | ----------------- |
| Italia            | 8                 |

### Classifiche di fine anno
| Classifica (2018) | Posizione |
| ----------------- | --------- |
| Italia            | 38        |